# Aeroportul Bagdogra
Aeroportul Bagdogra (IATA: IXB, ICAO: VEBD) este un aeroport din Bagdogra⁠(d), Siliguri⁠(d), Siliguri subdivision⁠(d), Darjeeling district⁠(d), Jalpaiguri division⁠(d), Bengalul de Vest, India ce deservește zona Siliguri⁠(d). Aeroportul a fost tranzitat în decembrie 2022 de 238.989 de pasageri.
Situat la o altitudine de 123 m, aeroportul dispune de 1 pistă. Este operat de Airports Authority of India⁠(d).

## Infrastructură

### Piste
Aeroportul dispune de o singură pistă. Pista 18/36 are suprafața de asfalt și dimensiunile 2.754 m × . 